# Barrio de los Compositores
El Barrio de los Compositores (en alemán, Komponistenquartier) es un espacio museístico de Hamburgo, Alemania, que consiste en un conjunto de seis museos agrupados en una misma calle, la Peterstraße, en el distrito Hamburgo-Neustadt.

## Particularidades
Cada uno de los museos se dedica a un compositor clásico relacionado con la ciudad de Hamburgo (en el caso de los hermanos Mendelssohn, dos). Aparte de los museos, la calle alberga una biblioteca y un hotel-restaurante. Todos los edificios de la calle son edificios históricos que comparten el mismo estilo arquitectónico.
La fecha de fundación del «barrio» coincide con el día en que se constituyó la asociación que lleva su nombre (Komponistenquartier Hamburg e.V.), con la simbólica entrega de llaves celebrada el 19 de marzo de 2015. Sin embargo, en el caso de dos de los museos, su propia fecha de inauguración es anterior (en el caso del Museo Brahms, quizá el más emblemático del conjunto, muy anterior). Actualmente la asociación ofrece un centro de información y se encarga de la gestión del conjunto, incluida una web con páginas oficiales separadas para cada museo.

## Museos
Los seis museos que comprenden el Barrio de los Compositores son:
| Nombre del museo                | Compositor/es             | Año fundación |
| ------------------------------- | ------------------------- | ------------- |
| Museo Brahms                    | Johannes Brahms           | 1971          |
| Museo Telemann                  | Georg Philipp Telemann    | 2011          |
| Museo Carl Philipp Emanuel Bach | Carl Philipp Emanuel Bach | 2015          |
| Museo Johann Adolph Hasse       | Johann Adolph Hasse       | 2015          |
| Museo Gustav Mahler             | Gustav Mahler             | 2018          |
| Museo Fanny y Felix Mendelssohn | Fanny y Felix Mendelssohn | 2018          |

## Galería

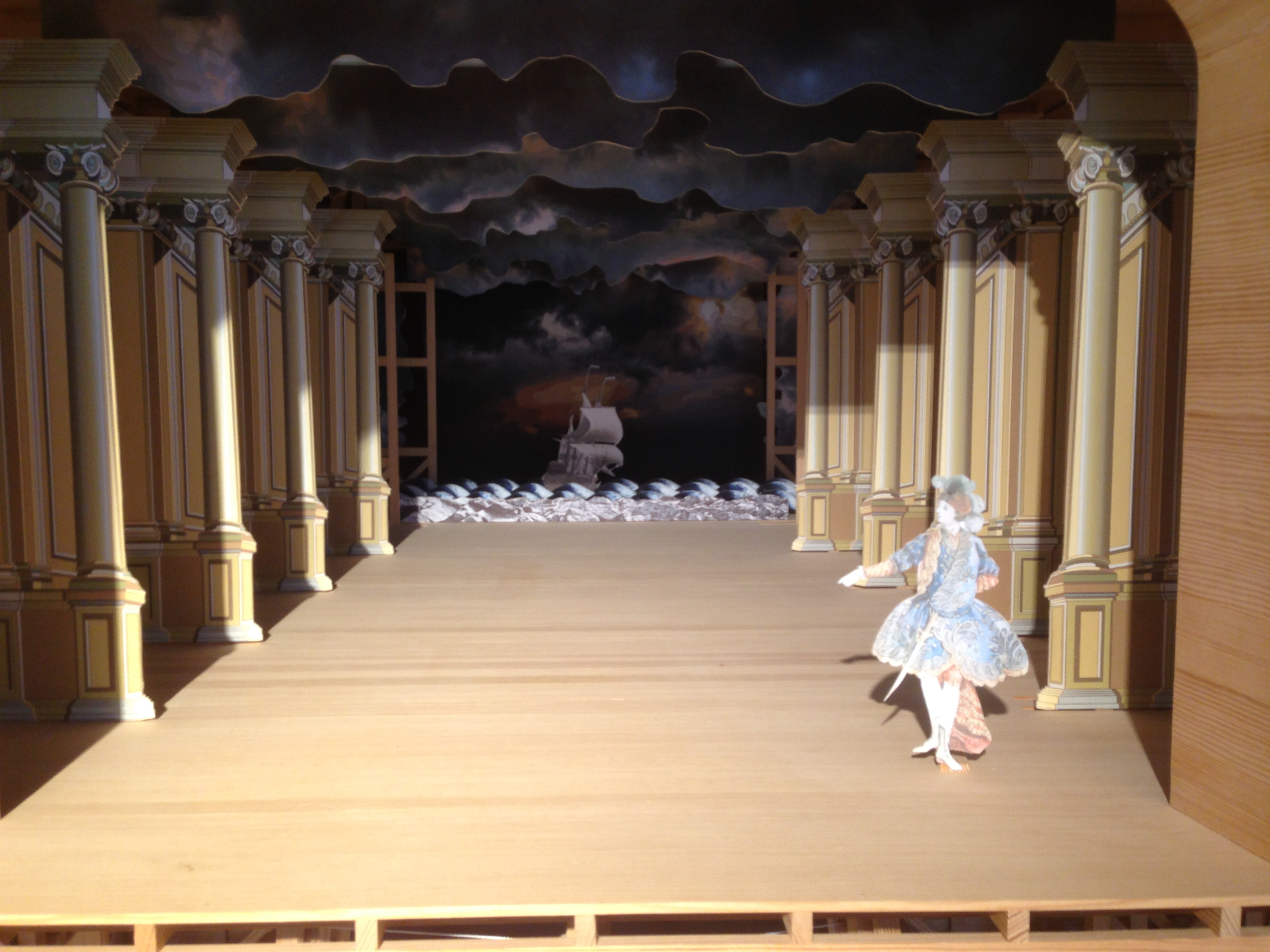
Museo J. A.Hasse
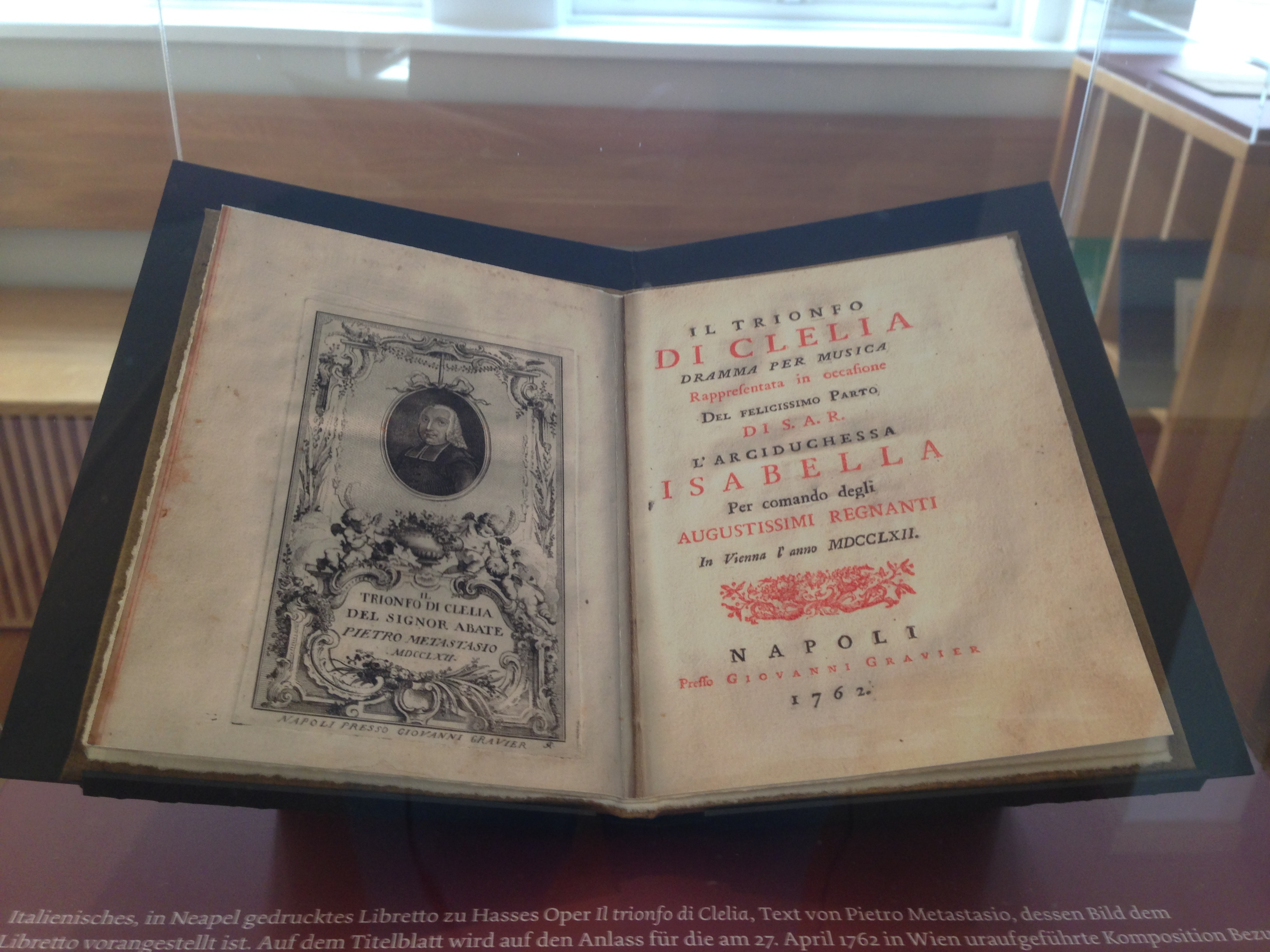
Museo J. A.Hasse
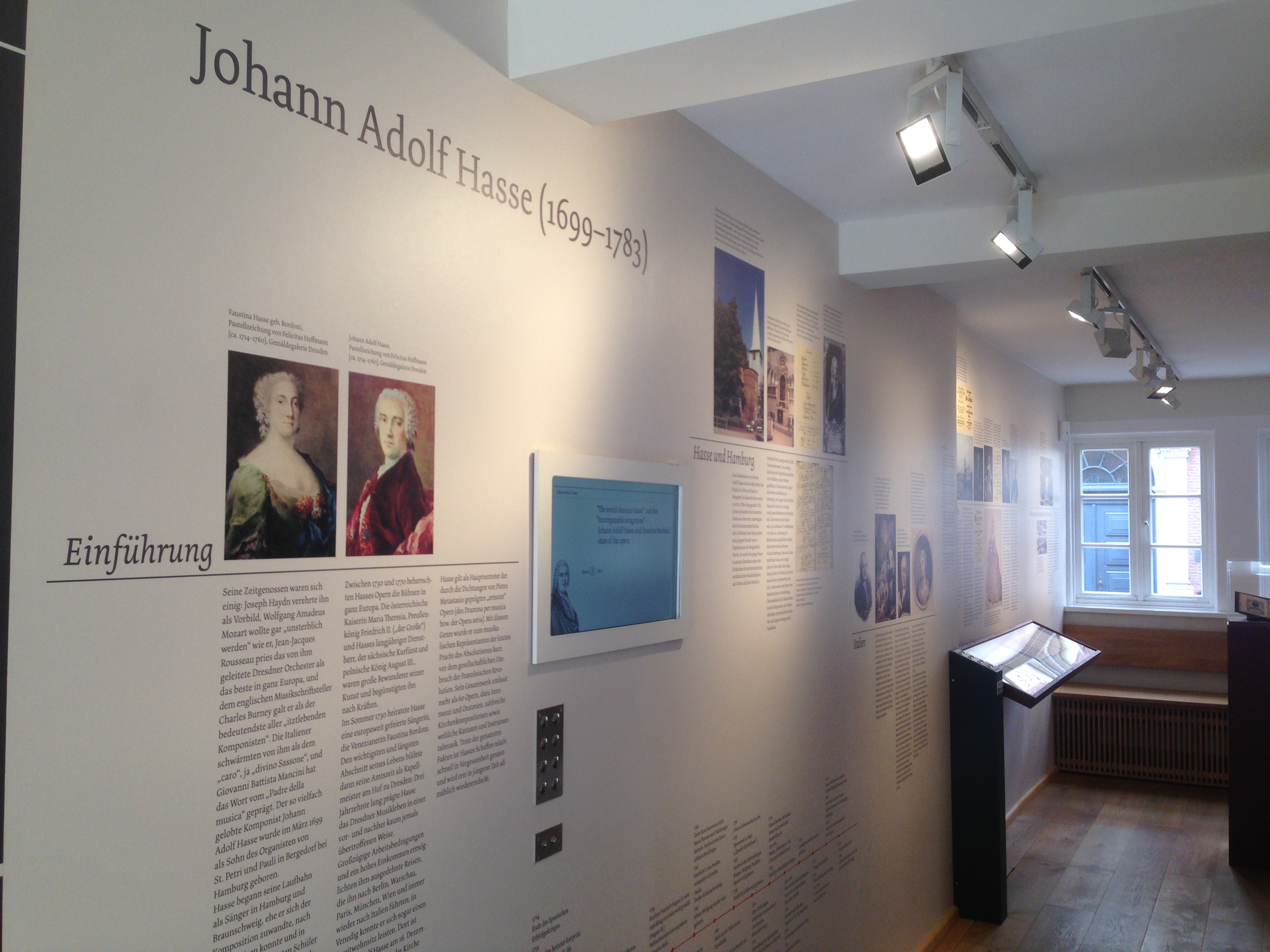
Museo J. A.Hasse
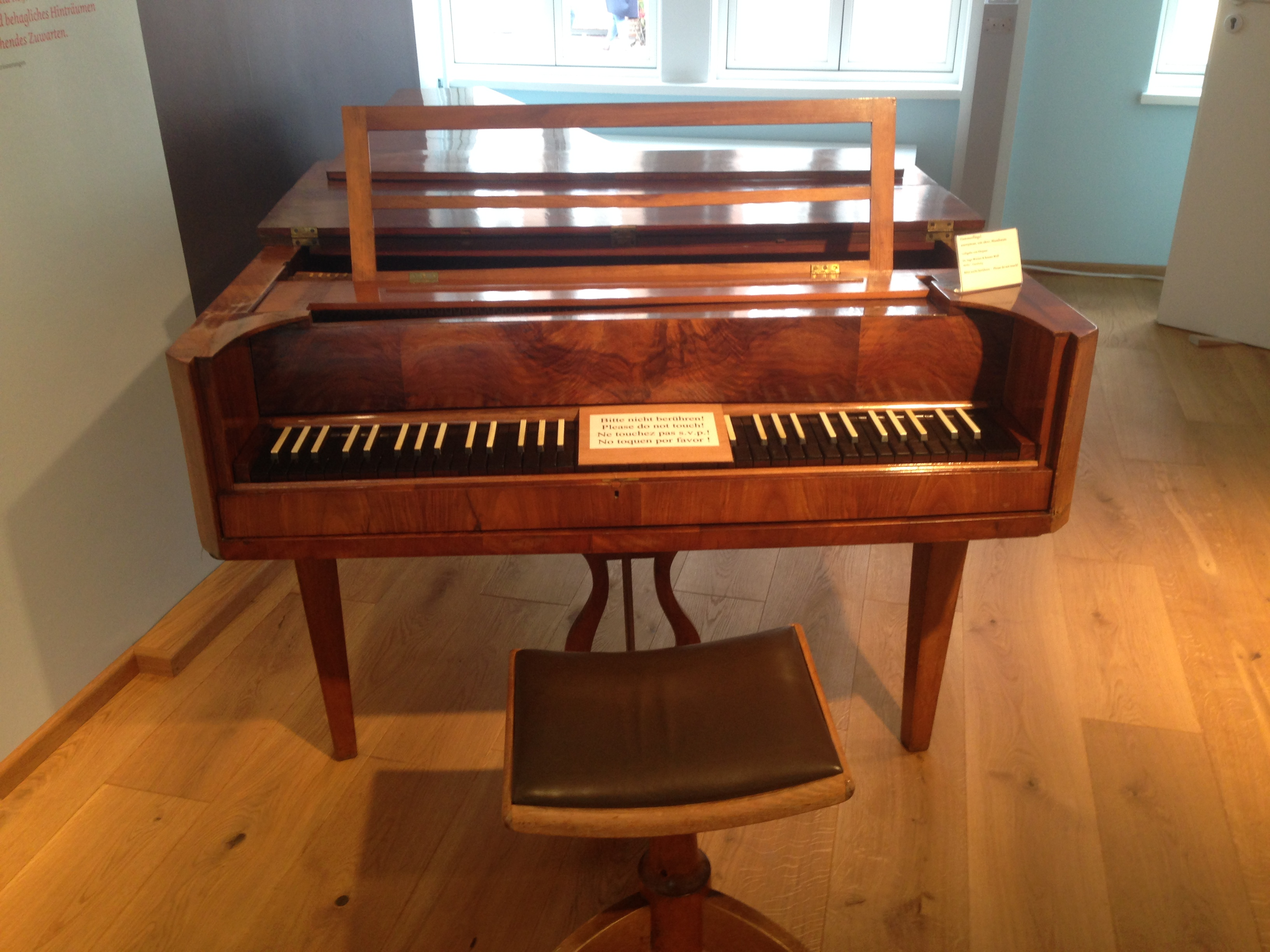
Museo F&F Mendelssohn
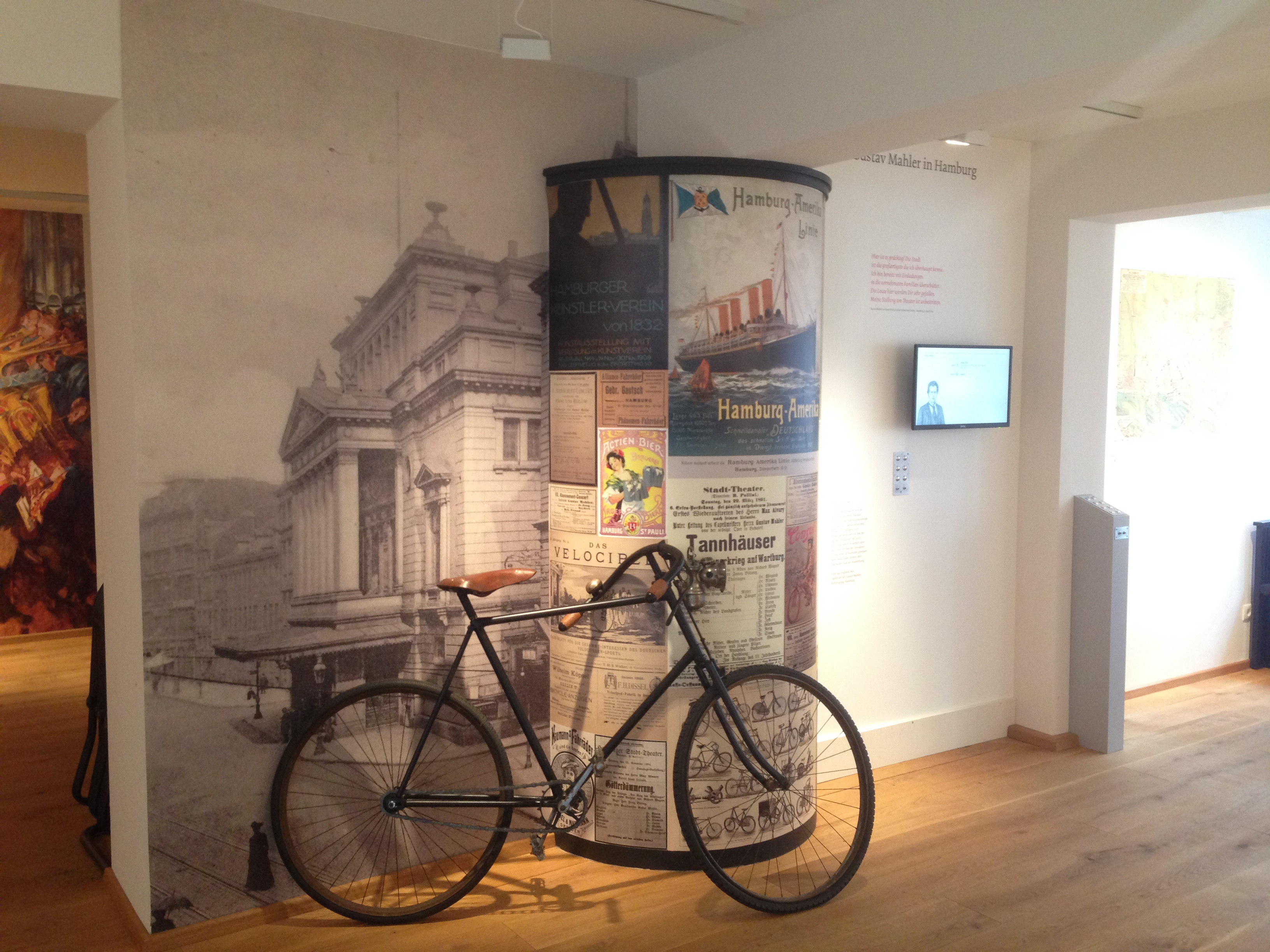
Museo Gustav Mahler
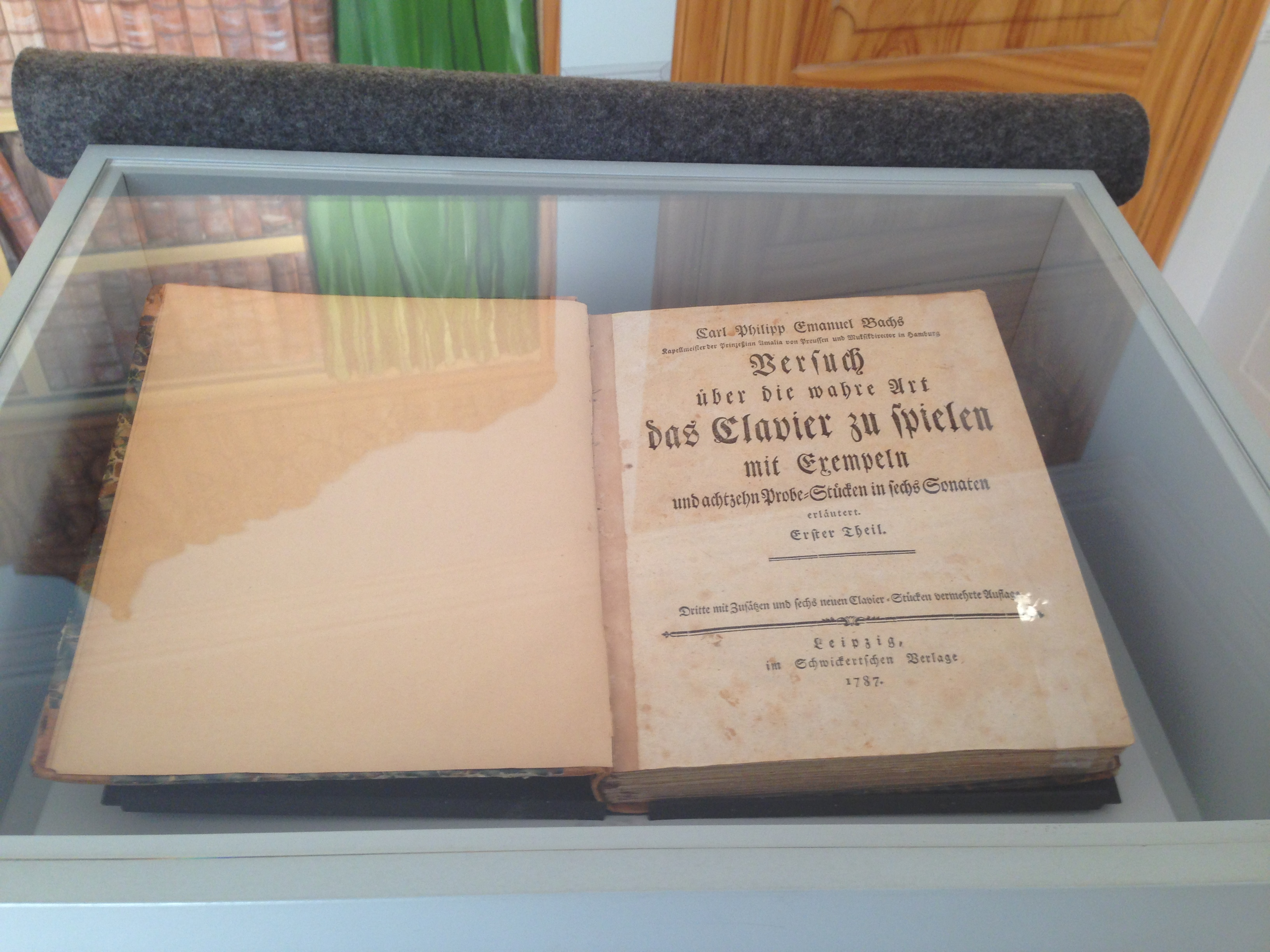
Museo Carl P. E. Bach
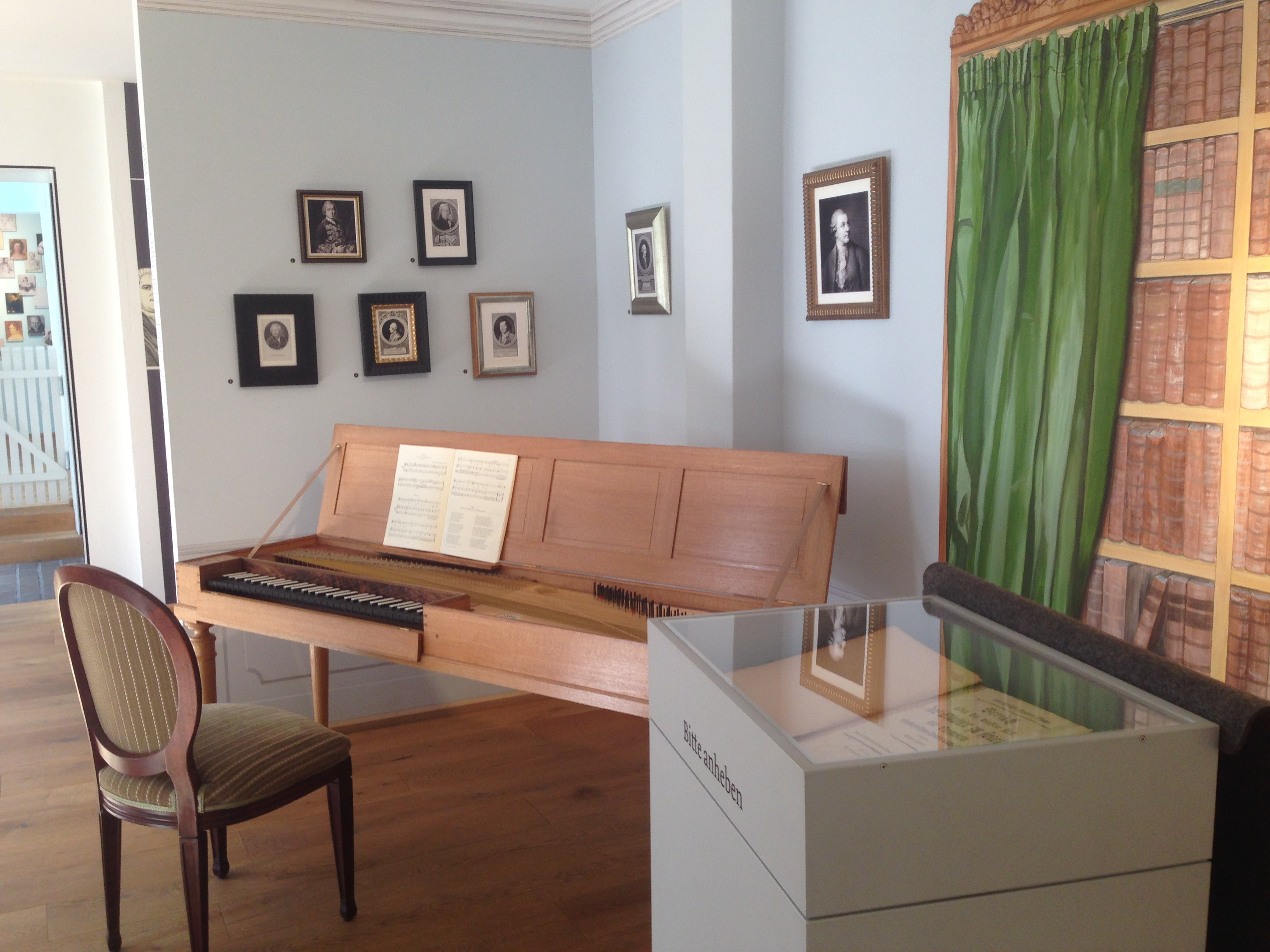
Museo Carl P. E. Bach